# Koloman Gögh
Koloman Gögh (* 7. Januar 1948 in Kladno, Tschechoslowakei; † 11. November 1995 in Gattendorf, Österreich) war ein tschechoslowakischer Fußballspieler und Fußballtrainer. Er besaß von 1993 bis zu seinem Tod die Staatsangehörigkeit der Slowakei. Ihm zu Ehren trägt das Stadion des FK Kolárovo den Namen Štadión Kolomana Gögha.

## Leben

### Spielerkarriere
Göghs erfolgreichste Zeit war bei Slovan Bratislava, mit dem er zweimal Tschechoslowakischer Meister und zweimal Tschechoslowakischer Pokalsieger wurde. Für Slovan Bratislava absolvierte der Verteidiger 225 Spiele.
1976 wurde er mit der Tschechoslowakischen Nationalmannschaft Europameister, bei der Europameisterschaft 1980 war er Teil der Mannschaft, die die Bronzemedaille gewann. Für die Tschechoslowakei spielte er 55-mal, dabei erzielte er ein Tor.

### Trainerkarriere
Seine Trainerkarriere begann Gögh 1982 bei DAC Dunajská Streda als Spielertrainer. Von 1984 bis 1986 war er Trainerassistent bei Slovan Bratislava. Ab 1986 war er als Spielertrainer beim österreichischen SV Gols tätig, später auch als Trainerassistent beim ŠKP Devín.

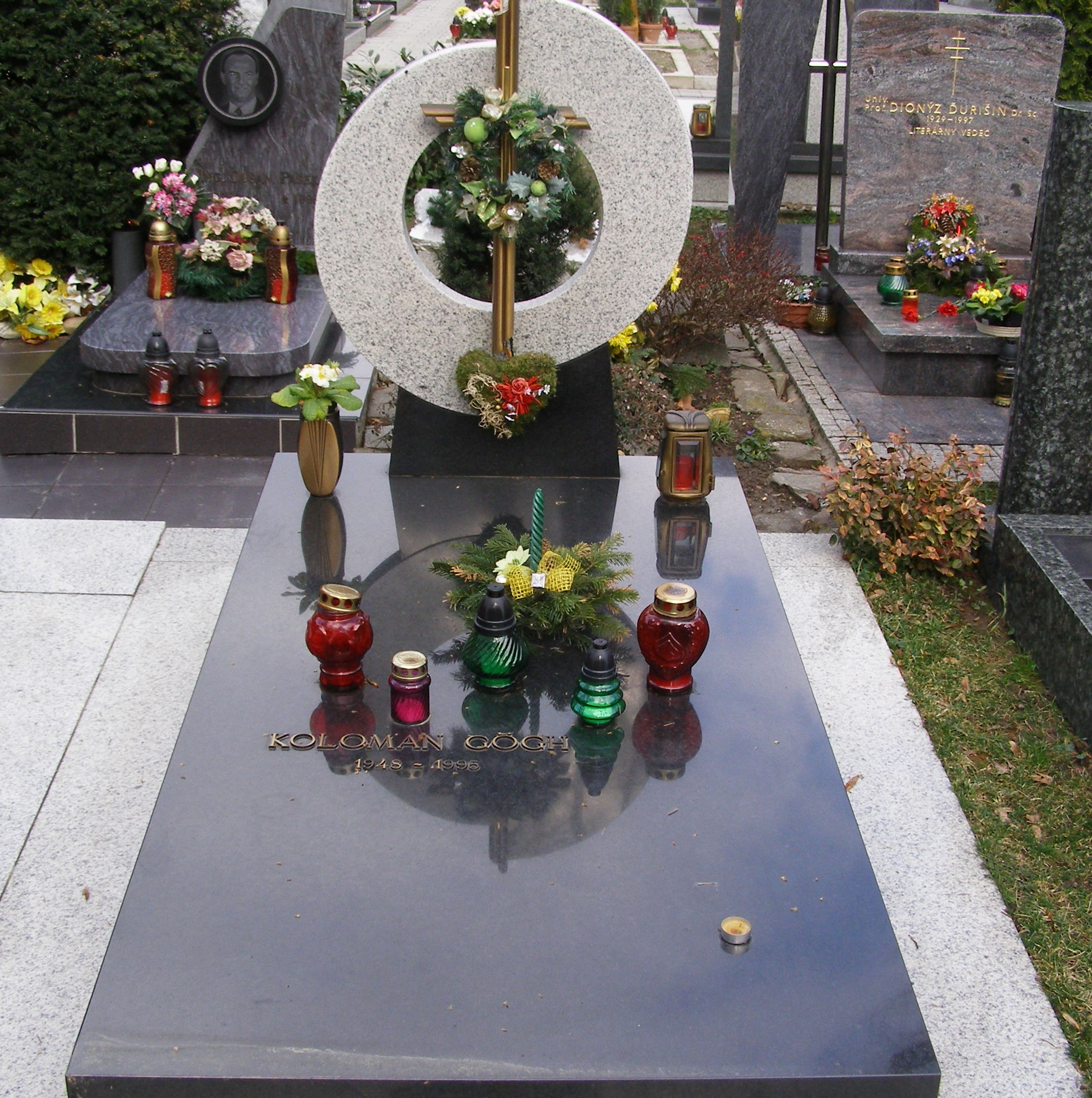
Grab von Koloman Gögh
in Bratislava/Slávičie údolie

## Tod
Koloman Gögh erlitt 1995 einen Autounfall und kam dabei in Gattendorf im österreichischen Burgenland ums Leben.